# Ebinger von der Burg
Die Ebinger (später Ebinger von der Burg) gehörten zu den ältesten Familien in Schwaben. Ihr gleichnamiger Stammsitz Ebingen (heute Stadtteil von Albstadt im baden-württembergischen Zollernalbkreis) kommt schon in Urkunden aus dem Jahr 793 vor. Das Geschlecht der Ebinger gehörte zum schwäbischen Uradel.

Wappen der Ebinger von der Burg

Als erster bekannter Ahnherr der Ebinger scheint in einer Stammtafel ein Henricus de Ebingen (* 1138) auf, der sich unter den bis zum Jahre 1138 verzeichneten ältesten Stiftern des Klosters Zwiefalten findet, indem er ein Gut zu Romanisbach – das spätere Rommelsbach (?) im Landkreis Tübingen – diesem Kloster schenkte. Anno 1304 bestätigt Graf Eberhard von Nellenburg eine von Johann Friedrich und Burkhard von Ebingen dem Stift Salem gemachte Schenkung für einen „Jahrtag“ ihres Vaters Henricus de Ebingen (* 1278). Hans der Ebinger, Bürger zu Mengen 1366. Hans de Ebingen verkauft 1497 sein Gut Mommenwinkel bei Ravensburg an diese Stadt. 1549 wird Eitel Hanns de Ebingen, Landvogt der Grafschaft Heiligenberg, von dem Grafen Friedrich von Fürstenberg mit dem Hofgute „Burg zu Limpach auf dem Homberg“ bei Heiligenberg belehnt. Seitdem nennt sich das Geschlecht Ebinger von der Burg. Kaiser Maximilian II. erteilt ihnen im Jahr 1572 mit diesem Prädikat die Reichsritterwürde. Andreas Ebinger († 1568) war gräflich fürstenbergscher Sekretär und Landschreiber in Heiligenberg. Nachkommen der Ebinger machten im 14. und 15. Jahrhundert, unter anderen, Töchter der angesehenen Adelsfamilien derer von Lupfen, von Jungingen, von Hertenstein, von Heudorf oder von Reischach zu ihren Ehefrauen.

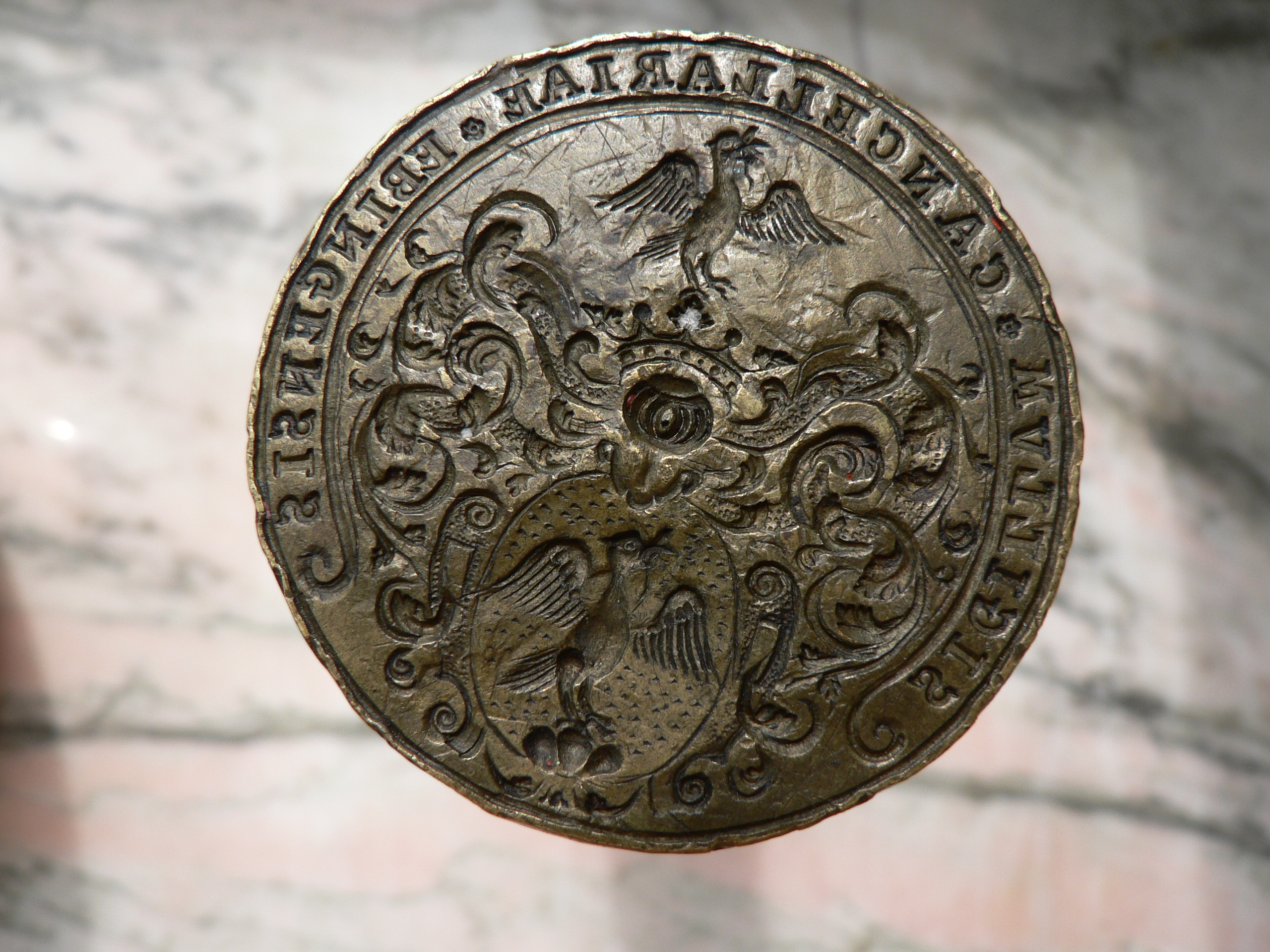
Ebing'sches Petschaft (18. Jahrhundert)

Die Ebinger von der Burg erwarben bedeutenden Grundbesitz im Hegau und dem benachbarten Thurgau, so 1659 den Freisitz Bachtobel am Südhang des Ottenbergs bei Weinfelden (bis 1784). Als Inhaber mehrerer reichsunmittelbarer Herrschaften in der Reichsritterschaft des Kantons Hegau standen sie als Ritterräte in hohem Ansehen. Von 1619 bis 1785 hatte das Geschlecht der Ebinger von der Burg die Herrschaft von Schloss Schlatt unter Krähen inne. Im Jahr 1671 erwarben sie die im Dreißigjährigen Krieg (1639) von bayerischen Truppen zerstörte und heute nur mehr als Ruine erhaltene Burg Neuhewen. Ab dem Jahre 1672 bis 1780 waren sie auch Grundherren von Steißlingen. Ende des 17. Jahrhunderts (1698) bis 1731 waren die Ebinger auch Grundherren von Mühlingen. In jener Zeit stand das Geschlecht in seiner höchsten Blüte, es war mit den angesehensten Geschlechtern (etwa derer von Freyberg, von Rosenberg, von Roggenbach) in Schwaben familiär verbunden. Familienmitglieder zeichneten sich durch reiche Schenkungen und Stiftungen an Kirchen und Klöster aus, viele widmeten sich dem Dienst in der Kirche und manche bekleideten höhere Kirchenämter (Johann Baptist Ebinger von der Burg, * 1739, Malteserritter und Domherr in Konstanz, Johann Franz Philipp Ebinger von der Burg, * 1746, Domherr zu Kempten). Mit dem Tod von Conrad Freiherr Ebinger von der Burg (* 1747, † 1808), verehelicht mit Maria Anna, geborene Freiin von Hornstein - Göffingen (* 1759, † 1819), starb das Geschlecht mangels männlicher Nachfahren aus.

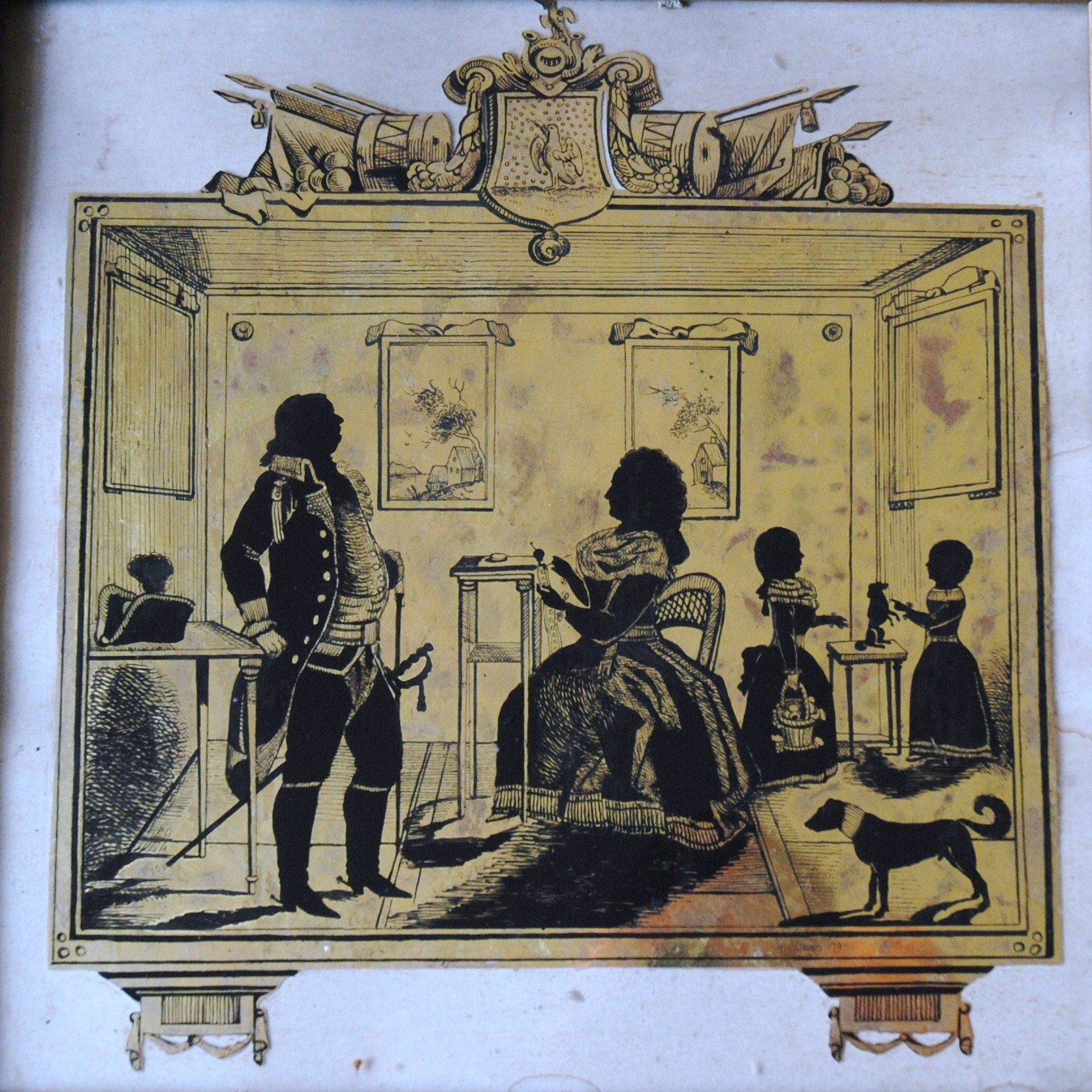
Églomisé: Conrad Ebinger von der Burg mit Familie (Ende 18. Jahrhundert)

Seine ältere Tochter Maria Anna Ebinger von der Burg (* 1771) verehelichte sich 1795 mit Joseph von Laßberg. Seine jüngere Tochter Maria Fridolina Freiin Ebinger von der Burg (* 1786) ehelichte (nach dessen gleichzeitiger Adoption durch Conrad Ebinger von der Burg) 1806 Friedrich Franz Freiherr von Krafft genannt von Festenberg auf Frohnberg (* 1784 zu Stockach, † 1813 zu Immendingen), Grundherr zu Zizenhausen. Dieser nannte sich mit königlich württembergischer Genehmigung für die Namensverbindung (Dekret vom 7. März 1808) fortan Freiherr von Krafft-Ebing.

## Wappen
Das Wappen (Wappenstein: Riedlingen anno 1283), ein in goldenem Schild stehender, flugbereiter Geier auf grünem Dreiberg, eine natürliche Maus im Schnabel haltend; der Helm mit schwarz-goldener Helmdecke, als Helmzier ein stehender zum Fluge geschickter Geier mit Maus im Schnabel.